# Salma Ferchichi
Salma Ferchichi, née le 4 octobre 1980, est une lutteuse tunisienne. 

## Carrière
Elle est médaillée d'or dans la catégorie des moins de 53 kg aux championnats d'Afrique 1996, dans la catégorie des moins de 51 kg aux championnats d'Afrique 1997 et dans la catégorie des moins de 56 kg aux championnats d'Afrique 1998 ainsi qu'aux Jeux africains de 1999, aux championnats d'Afrique 2000, aux championnats d'Afrique 2001 et aux Jeux méditerranéens de 2001. Salma Ferchichi obtient la médaille d'or des moins de 55 kg aux championnats d'Afrique 2002.